# Море (футбольний клуб)
«Море» (рос. «Море») — український футбольний клуб з міста Феодосії Автономної Республіки Крим. Виступав у перехідній лізі чемпіонатів України 1992 і 1992/1993 років.

## Всі сезони в незалежній Україні
| Сезон   | Чемпіонат                     | Чемпіонат | Чемпіонат | Чемпіонат | Чемпіонат | Чемпіонат | Чемпіонат | Чемпіонат | Чемпіонат | Кубок | Кубок | Кубок | Кубок | Кубок | Кубок | Кубок | Кубок | Примітка |
| Сезон   | Ліга                          | Місце     | І         | В         | Н         | П         | ЗМ        | ПМ        | О         | Етап  | І     | В     | Н     | П     | ЗМ    | ПМ    | О     | Примітка |
| ------- | ----------------------------- | --------- | --------- | --------- | --------- | --------- | --------- | --------- | --------- | ----- | ----- | ----- | ----- | ----- | ----- | ----- | ----- | -------- |
| 1992    | Перехідна (D3) Друга підгрупа | 9 з 9     | 16        | 1         | 3         | 12        | 2         | 25        | 5         | —     | —     | —     | —     | —     | —     | —     | —     |          |
| 1992/93 | Перехідна (D4)                | 17 з 18   | 34        | 7         | 8         | 19        | 19        | 39        | 22        | —     | —     | —     | —     | —     | —     | —     | —     |          |
| Всього  | Перехідна (D3)                | 1 сезон   | 16        | 1         | 3         | 12        | 2         | 25        | 5         | —     | —     | —     | —     | —     | —     | —     | —     |          |
| Всього  | Перехідна (D4)                | 1 сезон   | 34        | 7         | 8         | 19        | 19        | 39        | 22        | —     | —     | —     | —     | —     | —     | —     | —     |          |